# 2016 год в литературе

## События
- В России создан комитет по поддержке литературы и популяризации чтения[1].
- В России отметили 125-летие со дня рождения Осипа Эмильевича Мандельштама[2][3][4][5].
- К 215-летию со дня рождения Владимира Даля, русского писателя, этнографа и лексикографа Президентская библиотека представила в открытом доступе оцифрованные раритетные издания известного учёного[6].

Самые маленькие книги в мире, созданные Владимиром Анискиным

- Художник-микроминиатюрист Владимир Анискин создал две самые маленькие в мире книги, разместив их на срезе макового зёрнышка[7].
- На русский язык вышла книга Ханьи Янагихары «Маленькая жизнь» (англ. A Little Life)[8][9].
- Просуществовав 16 лет, прекратила своё существование Независимая литературная премия «Дебют»[10][11].
- В Оренбургской области прошёл фестиваль «Шевченковский март», посвящённый 202-й годовщине со дня рождения Тараса Шевченко[12].
- Российский историк медицины, профессор, доктор исторических наук Дмитрий Балалыкин и обозреватель «Российской газеты» Александр Алексеев рассмотрели литературных героев Фёдора Достоевского с точки зрения медицины[13].
- В Перми вновь появилась улицаДостоевского, названная  в честь 195-го юбилея классика русской литературы[14].
- В метро Санкт-Петербурга запустили проект «Мобильная библиотека» — специальный поезд для скачивания электронных книг[15].
- Театр имени Е. Б. Вахтангова издал две новые книги — «Евгений Вахтангов в театральной критике» и «Вахтанговский фронтовой театр. Фронтовые дневники»[16].
- Под Курском после реконструкции открылась усадьба  русского поэта-лирика Афанасия Фета[17][18].
- На Международной ярмарке интеллектуальной литературы «Non/fiction» № 18 Сильвия Назар представила книгу «Игры разума. История жизни Джона Нэша, гениального математика и лауреата Нобелевской премии» (англ. A Beautiful Mind. The Life of Mathematical Genius and Nobel Laureate John Nash)[19].
- В Израиле выпустили сборник философских произведений Льва Толстого «Размышления» в переводе на иврит[20].
- В Русском центре Городской публичной библиотеки им. Марии Домбровской города Слупск прошёл второй костюмированный «Бал у Воланда» по мотивам романа «Мастер и Маргарита» Михаила Булгакова[21].
- В Германии прошёл фестиваль «Волшебный мир сказок Е.И.Шварца», посвящённый 120-летию со дня рождения Евгения Шварца[22].
- Во Франции переиздали «Колымские рассказы» писателя Варлама Шаламова. В сборник вошли рассказы, которые ранее не публиковались на французском языке[23].

### Мероприятия
- 5 февраля — День Рунеберга — общегосударственный праздник в Финляндии, вручение ежегодной литературной премии Рунеберга)[24].
- 17—20 марта — Лейпцигская книжная ярмарка.
- 21 марта — Всемирный день поэзии.
- 26 марта — Неделя детской книги.
- 9 апреля — День финского языка[25].
- 14—21 апреля — Фестиваль литературных новинок «Книжный сдвиг» в Москве, организованный издательством АСТ[26].
- 23 апреля — «Библионочь» — ежегодная социально-культурная акция, посвящённая чтению.
- 23 апреля — Всемирный день книг и авторского права[27].
- 29—31 мая — Всероссийский литературный фестиваль фестивалей «ЛиФФт», проходил в  Алуште (Республика Крым)[28][29].
- 30 сентября—2 октября — Международная книжная ярмарка в Турку[30][31].
- 19—23 октября — Франкфуртская книжная ярмарка.
- 27—30 октября — Хельсинкская книжная ярмарка[32].
- 2—6 ноября — Х Красноярская ярмарка книжной культуры[33][34].
- 30 ноября—4 декабря — Международная ярмарка интеллектуальной литературы «Non/fiction» № 18.
- 15—24 декабря — VI Фестиваль русского языка и литературы в Индии.

### Юбилеи
- 60 лет — со дня основания журнала «Весёлые картинки».
- 80 лет — со дня основания Всероссийского литературно-художественного журнала «Костёр».
- 110 лет — со дня создания пьесы Александра Блока «Балаганчик».
- 3 января — 80 лет со дня рождения Николая Рубцова, русского лирического поэта.
- 12 января — 140 лет со дня рождения Джека Лондона, американского писателя и журналиста.
- 14 января — 125 лет со дня рождения Осипа Мандельштама, русского поэта, прозаика, переводчика, критика, литературоведа.
- 24 января — 75 лет со дня рождения писателя Юрия Покальчука.
- 27 января — 190 лет со дня рождения Михаила Салтыкова-Щедрина, русского писателя и журналиста.
- 15 февраля — 110 лет со дня рождения Мусы Джалиля, татарского поэта.
- 17 февраля — 115 лет со дня рождения Агнии Барто, русской советской детской поэтессы, писательницы.
- 25 февраля — 145 лет со дня рождения Леси Украинки, украинской писательницы и поэтессы.
- 4 марта — 110 лет со дня рождения Мейндерта Де Йонга, американского детского писателя.
- 9 апреля — 195 лет со дня рождения Шарля Бодлера, французского поэта.
- 13 апреля — 110 лет со дня рождения Сэмюэла Беккета, французского и ирландского писателя, поэта.
- 15 апреля — 130 лет со дня рождения Николая Гумилёва, русского поэта, писателя.
- 3 мая — 65 лет со дня рождения Татьяны Толстой, российской писательницы, публициста и литературного критика.
- 7 мая — 155 лет со дня рождения Рабиндраната Тагора, индийского писателя, поэта.

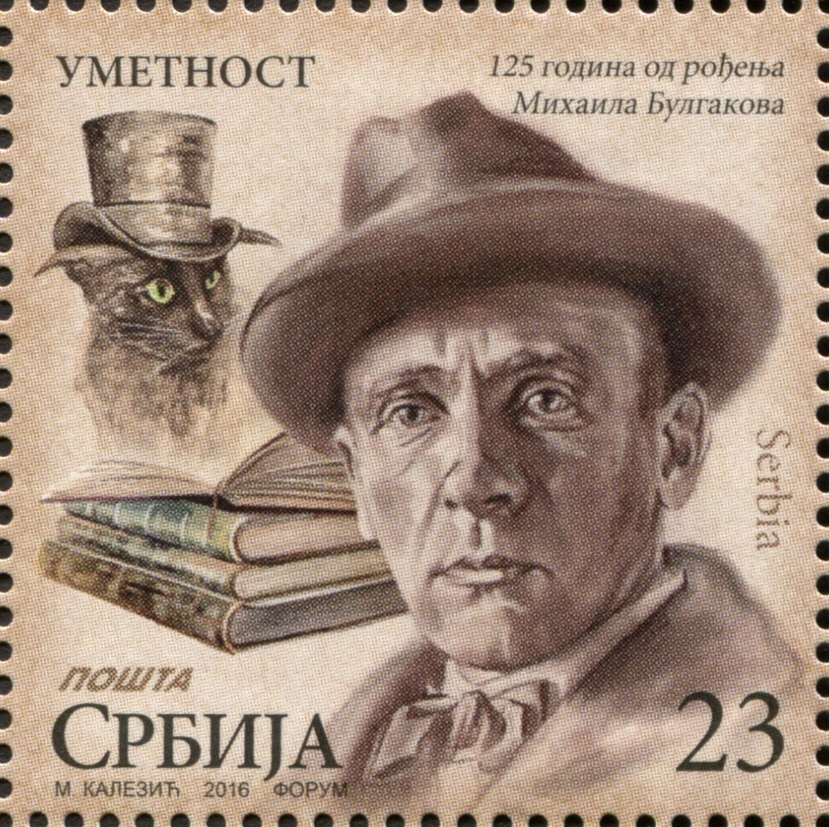
125 лет со дня рождения М.А.Булгакова. Почта Сербии

- 15 мая — 125 лет со дня рождения Михаила Булгакова, русского писателя и драматурга.
- 20 мая — 60 лет со дня рождения Бориса Акунина, русского писателя, литературоведа, переводчика.
- 20 мая — 105 лет со дня рождения Анни Шмидт, нидерландской писательницы.
- 31 мая — 90 лет со дня рождения Джеймса Крюса, немецкого детского писателя, автора сказочной повести «Тим Талер, или Проданный смех».
- 11 июня — 205 лет со дня рождения Виссариона Белинского, русского литературного критика.
- 14 июня — 125 лет со дня рождения Александра Волкова, русского писателя, драматурга, переводчика, наиболее известен как автор цикла книг «Волшебник Изумрудного города».
- 14 июня — 205 лет со дня рождения Гарриет Бичер-Стоу, американской писательницы, автора знаменитого романа «Хижина дяди Тома».
- 10 июля — 145 лет со дня рождения Марселя Пруста, французского писателя, эссеиста, новеллиста и поэта.
- 18 июля — 205 лет со дня рождения Уильяма Мейкписа Теккерей, английского писателя-сатирика, автора романа «Ярмарка тщеславия».
- 26 июля — 160 лет со дня рождения Джорджа Бернарда Шоу, ирландского романиста и драматурга.
- 28 июля — 150 лет со дня рождения Беатрис Поттер, английской детской писательницы.
- 15 августа — 245 лет со дня рождения Вальтера Скотта, шотландского прозаика, поэта.
- 27 августа — 145 лет со дня рождения Теодора Драйзера, американского писателя.
- 3 сентября — 75 лет со дня рождения Сергея Довлатова, русского писателя, журналиста.
- 8 сентября — 185 лет со дня рождения Вильгельма Раабе, немецкого писателя-романиста.
- 12 сентября — 95 лет со дня рождения Станислава Лема, польского писателя, футуролога, эссеиста.
- 13 сентября — 85 лет со дня рождения писателя Бориса Харчука.
- 14 сентября — 80 лет со дня рождения Александра Кушнера, русского советского и российского поэта.
- 19 сентября — 105 лет со дня рождения Уильяма Голдинга, английского писателя, автора романа «Повелитель мух».
- 21 сентября — 150 лет со дня рождения Герберта Джорджа Уэллса, английского писателя, автора знаменитых романов «Машина времени», «Человек-невидимка», «Война миров».
- 1 октября — 700 лет старейшему документу Финляндии — Выборгской охранной грамоте (1316)[31].
- 8 октября — 85 лет со дня рождения Юлиана Семёнова, русского советского писателя.
- 9 октября — 130 лет со дня рождения писательницы и поэтессы Иванны Блажкевич.
- 17 октября — 85 лет со дня рождения Анатолия Приставкина, советского и российского писателя.
- 21 октября — 120 лет со дня рождения Евгения Шварца, русского советского прозаика, драматурга.
- 11 ноября — 195 лет со дня рождения Фёдора Достоевского, русского писателя, мыслителя.
- 22 ноября — 215 лет со дня рождения Владимира Даля, русского писателя, этнографа и лексикографа, собирателя фольклора.
- 28 ноября — 135 лет со дня рождения Стефана Цвейга, австрийского писателя и драматурга.

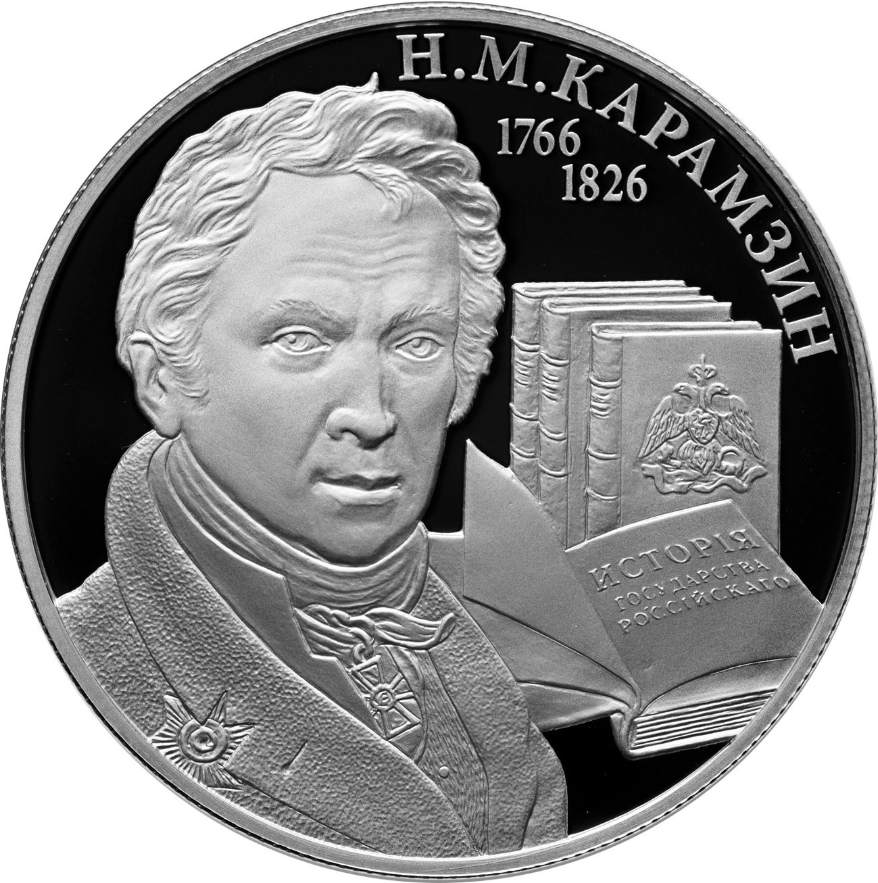
Памятная монета к 250-летию со дня рождения русского историка, поэта и литератора Н.М.Карамзина

- 12 декабря — 250 лет со дня рождения Николая Карамзина, русского историка, поэта и литератора.
- 24 декабря — 115 лет со дня рождения Александра Фадеева, русского советского писателя.
- 24 декабря — 70 лет со дня рождения Леонида Филатова, поэта, драматурга, публициста.

## Премии

### Международные
- Нобелевская премия по литературе —  Боб Дилан, «за создание новых поэтических выражений в великой американской песенной традиции»[35].
- Премия имени О. Генри «Дары волхвов» — Александр Столяров за рассказ «Педагог»[36].
- Литературная премия Северного Совета —   Катарина Фростенсон, «Sånger och formler».
- Дублинская литературная премия — Мишель Лауб, «Дневник осени» (англ. Diary of the Fall)[37].
- Премия Виленицы — Дубравка Угрешич[38].
- Премия Франца Кафки — Клаудио Магрис.
- Нейштадтская литературная премия — Дубравка Угрешич[39].
- Премия мира немецких книготорговцев — Каролин Эмке[40].
- Международная премия Ибсена — британская экспериментальная театральная компания Forced Entertainment.
- АБС-премия:
  - номинация «Художественная проза» — Роберт Ибатуллин, роман «Роза и червь»;
  - номинация «Критика и публицистика» — Владимир Борисов, Геннадий Прашкевич, биографическая книга «Станислав Лем»[41][42].
- Премия «Хьюго» за лучшую повесть — Ннеди Окорафор, «Бинти» (англ. Binti)[43][44].
- Премия «Хьюго» за лучшую короткую повесть — Хао Цзинфан, «Складывающийся Пекин» (англ. Folding Beijing)[43][45].
- Премия «Хьюго» за лучший роман — Нора Джемисин, «Пятое время года» (англ. The Fifth Season)[43][46].
- Премия «Хьюго» за лучший рассказ — Наоми Критцер, «Ещё кошек, пожалуйста» (англ. Cat Pictures Please)[43][47].
- Международная детская литературная премия имени В. П. Крапивина:
  - Ася Кравченко, Влада Харебова, Анна Никольская, Кристина Стрельникова;
  - номинация «Выбор Командора» — Пётр Власов
  - номинация «Выбор детского жюри» — Екатерина и Павел Каретниковы[48].

### Австрия
- Австрийская государственная премия по европейской литературе — Анджей Стасюк[49].
- Премия Эриха Фрида — Ляйф Рандт.

### Великобритания
- Букеровская премия — Пол Битти, «Продажная тварь» (англ. The Sellout)[50].
- Женская премия за художественную литературу — Лиза Макинерни, «The Glorious Heresies»[51].

### Германия
- Премия Георга Бюхнера — Марсель Байер[52].
- Бременская литературная премия — Хеннинг Аренс.

### Израиль
- Иерусалимская премия — не вручалась.

### Испания
- Премия Сервантеса — Эдуардо Мендоса.
- Премия принцессы Астурийской — Ричард Форд[53].

### Россия
- Премия имени П. П. Бажова:
  - номинация «Мастер. Поэзия» — Владислав Дрожащих,  «Терем дальний и высокий»;
  - номинация «Мастер. Проза» — Анна Матвеева,  «Горожане»;
  - номинация «Мастер. Публицистика» — Анатолий Омельчук,  «Сибирь — сон бога»[54][55].
- Премия Андрея Белого:
  - номинация «Поэзия» — Леонид Шваб;
  - номинация «Проза» — Александра Петрова;
  - номинация «Гуманитарные исследования» — Михаил Куртов;
  - номинация «За заслуги перед литературой» — Борис Останин;
  - номинация «Литературные проекты/Критика» — Александр Геллер, Антон Тарасюк (литературные проекты); Алексей Конаков (критика);
  - номинация «Перевод» — Дмитрий Воробьёв[56].
- Премия имени А. С. Пушкина — Мария Каленчук, Леонид Касаткин, Розалия Касаткина, «Большой орфоэпический словарь русского языка. Литературное произношение и ударение начала XXI века: норма и её варианты»[57].
- Новая Пушкинская премия — Виктор Куллэ, «За совокупный творческий вклад в отечественную культуру».
- «Большая книга»:
  - Первая премия — Лев Данилкин, художественная биография «Ленин. Пантократор солнечных пылинок»;
  - Вторая премия — Сергей Шаргунов, произведение «Катаев. Погоня за вечной весной»;
  - Третья премия — Шамиль Идиатуллин, роман «Город Брежнев»;
  - Премия «За вклад в литературу» — Виктория Токарева[58][59][60].
- «Русский Букер» — Пётр Алешковский, роман «Крепость»[61].
- «Национальный бестселлер» — Леонид Юзефович, роман «Зимняя дорога»[62][63].
- Литературная премия «НОС» (Новая словесность) — Олег Зоберн (псевдоним Борис Лего), «Сумеречные рассказы»[64][65].
- Премия Александра Солженицына — поэт, эссеист, переводчик Григорий Кружков, «за энергию поэтического слова, способность постичь вселенную Шекспира и сделать мир англоязычной лирики достоянием русской стихотворной стихии; за филологическое мышление, прозревающее духовные смыслы межязыковых и межкультурных связей»[66][67].
- «Писатель года» — Александр Шимловский[68].
- «Поэт года» — Алла Шарапова[68].
- Российская литературная премия «Поэт» — Наум Коржавин[69][70].
- «Премия имени Корнея Чуковского»:
  - номинация «За развитие новаторских традиций Корнея Чуковского в современной отечественной детской литературе» — Вячеслав Лейкин;
  - номинация «За плодотворную деятельность, стимулирующую интерес детей к чтению, к отечественной детской литературе» — Олег Бундур;
  - премия «Золотой крокодил» — Александр Тимофеевский.
- Литературная премия «Чаша круговая» — Борис Долинго, «За авторские достижения в жанре фантастики и подвижническую деятельность в организации фестиваля „Аэлита“» и Татьяна Кулешова, «За чистоту стиха, искренность и лирический драматизм книги „Вдоль счастья“»[71].
- Всероссийская премия имени Самуила Маршака:
  - номинация «Проза» — Сергей Иванов;
  - номинация «Поэзия» — Вадим Левин;
  - номинация «Дебют» —  Алексей Лисаченко[72].

### США
- Премия Эдгара Аллана По:
  - номинация «за лучший роман» — Лори Рой, «Позволь мне умереть по его стопам» (англ. Let Me Die in His Footsteps);
  - номинация «за первый лучший роман» — Вьет Тхань Нгуен, «Сочувствующий» (англ. The Sympathizer)[73][74].
- Пулитцеровская премия за художественную книгу — Вьет Тхань Нгуен, «Сочувствующий» (англ. The Sympathizer)[75].
- Пулитцеровская премия за лучшую драму — Лин-Мануэль Миранда, мюзикл «Гамильтон» (англ. Hamilton)[76].
- Пулитцеровская премия за поэзию — Питер Балакян, «Озоновый журнал» (англ.  Ozone Journal)[77].
- Всемирная премия фэнтези за лучшую повесть — Келли Барнхилл, «The Unlicensed Magician»[78].
- Всемирная премия фэнтези за лучший роман — Анна Смейл, «The Chimes»[79].
- Всемирная премия фэнтези за лучший рассказ — Алисса Вонг, «Hungry Daughters of Starving Mothers»[80].
- Премия ПЕН/Фолкнер — Джеймс Ханнахам, «Вкусные блюда» (англ. Delicious Foods)[81].

### Финляндия
- Премия Рунеберга — Тапио Койвукари, «Unissasaarnaaja»[24].
- Премия «Финляндия» —  Юкке Вийкиля, «Акварели из города Энгеля» (фин. Akvarelleja Engelin kaupungista).

### Франция
- Гонкуровская премия — Лейла Слимани, «Идеальная няня» (фр. Chanson douce)[82].
- Премия «Фемина» — Маркюс Мальт, роман «Парень» (фр. Le Garçon);
  - премия «зарубежному автору» — Рабих Аламеддин, «Ненужная женщина» (во фр. переводе «Бумажная жизнь» (фр. Les Vies de papier);
  - премия «за эссе» — Гислен Дюнан, «Шарлотта Дельбо, обретенная жизнь» (фр. Charlotte Delbo, la vie retrouvée).
- Премия Медичи — Иван Яблонка, «Летиция, или Конец людей» (фр. Laëtitia ou la Fin des hommes);
  - премия «за лучшее зарубежное произведение» — Стив Сем-Сандберг, «Избранные» (швед. De utvalda);
  - премия «за эссеистику» — Жак Анрик, «Бокс» (фр. Boxe).
- Премия Ренодо — Ясмина Реза, «Вавилон» (фр. Babylone).

### Швеция
- Литературная премия Шведской академии —  Моника Фагерхольм[83].
- Премия памяти Астрид Линдгрен — Мэг Розофф[84].

### Япония
- Литературная премия имени Номы — Тосиюки Хориэ, «Sono sugata no keshikata» (草薙の剣).
- Премия имени Рюноскэ Акутагавы:
  - 2016а: Саяка Мурата — «Человек-комбини» (コンビニ人間);
  - 2016б: Ямасита Сумито — «Новый мир» (しんせかい).

## Книги
- «Евангелие от Локи» — Джоанн Харрис.
- «Игры разума. История жизни Джона Нэша, гениального математика и лауреата Нобелевской премии» (англ. A Beautiful Mind: A Biography of John Forbes Nash, Jr., Winner of the Nobel Prize in Economics) — Сильвия Назар.
- «Конго реквием» (фр. Congo requiem) — Жан-Кристоф Гранже.
- «Крадущаяся тень» — Джонатан Страуд.
- «Лолотта и другие парижские истории» — Анна Матвеева.
- «Мальчик, идущий за дикой уткой» — Ираклий Квирикадзе.
- «Тень Мазепы: украинская нация в эпоху Гоголя» — Сергей Беляков.
- «Удивительные приключения рыбы-лоцмана. 150 000 слов о литературе» — Галина Юзефович.
- «Часольбом. Фэш Драгоций» — книга из цикла «Часодеи» Натальи Щербы.
- «Я уеду жить в „Свитер“» — Анна Никольская-Эксели.

### Романы
- «Авиатор» — Евгений Водолазкин.
- «Жало белого города» (исп. El silencio de la ciudad blanca) — Эва Гарсиа Саэнс де Уртури[исп.].
- «Земля волшебника» (англ. The Magician's Land) — Лев Гроссман.
- «Калейдоскоп. Расходные материалы» — Сергей Кузнецов.
- «Кваzи» — Сергей Лукьяненко.
- «Космотехнолухи» — Ольга Громыко.
- «Король Волшебников» (англ. The Magician King) — Лев Гроссман.
- «Лабиринт призраков» (исп. El Laberinto de los Espíritus) — Карлос Руис Сафон.
- «Лампа Мафусаила, или Крайняя битва чекистов с масонами» — Виктор Пелевин.
- «Медвежий угол» (швед. Björnstad) — Фредрик Бакман.
- «Незримые фурии сердца» (англ. The Heart’s Invisible Furies) — Джон Бойн.
- «Пост сдал» (англ. End of Watch) — Стивен Кинг.
- «Птица лира» (англ. Lyrebird) — Сесилия Ахерн.
- «Расскажи мне о море» — Эльчин Сафарли.
- «Рыжеволосая женщина» (тур. Kırmızı Saçlı Kadın) — роман Орхана Памука.
- «Тень горы» — Грегори Дэвид Робертс.
- «Трижды пёстрый кот мяукнул» (англ. Thrice the Brinded Cat Hath Mew’d) — Алан Брэдли.
- «Уксусная девушка» (англ. Vinegar Girl) — Энн Тайлер.
- «Шардик» (англ. Shardik) — Ричард Адамс (впервые на русском).

### Повести
- «Вдовий плат» — Борис Акунин.

### Малая проза
- «Вальс в четыре руки» — Наринэ Абгарян, сборник рассказов.
- «Каменное сердце» — Денис Драгунский.
- «Зулали» — Наринэ Абгарян, сборник рассказов.
- «Короткие рассказы из Хогвартса о героизме, лишениях и опасных хобби» — Джоан Роулинг.
- «По ту сторону рифта» (англ. Beyond the Rift) — Питер Уоттс.
- «Семь жизней» — Захар Прилепин.

### Драматургия
- пьеса «Гарри Поттер и Проклятое дитя» (англ. Harry Potter and the Cursed Child) — сценарист Джек Торн при участии режиссёра Джона Тиффани и создательницы поттерианы Джоан Роулинг.

### Эссеистика
- «Промельк Беллы : Романтическая хроника» — Борис Мессерер.

### Научно-популярная литература
- «В интернете кто-то неправ! Научные исследования спорных вопросов» — книга российского научного журналиста, популяризатора науки Аси Казанцевой.
- «Не навреди: Истории о жизни, смерти и нейрохирургии» (англ. Do No Harm: Stories of Life, Death and Brain Surge) — Генри Марш.
- «Объясняя религию. Природа религиозного мышления» (англ. Religion Explained) — книга французского эволюционного психолога, социального и культурного антрополога Паскаля Буайе.
- «Пациент разумный. Ловушки „врачебной“ диагностики, о которых должен знать каждый» — книга российского научного журналиста,  популяризатора доказательной медицины Алексея Водовозова.
- «Происхождение жизни : От туманности до клетки» — Михаил Никитин.
- «Сумма биотехнологии: руководство по борьбе с мифами о генетической модификации животных, растений и людей» — книга российского биолога, популяризатора науки Александра Панчина.

## Умершие писатели и сценаристы

### Январь
- 18 января — французский писатель Мишель Турнье, 91 год.

### Февраль
- 18 февраля — японская писательница Юко Цусима, 68 лет[85].
- 19 февраля:
  - итальянский писатель и философ Умберто Эко, 84 года[86].
  - американская писательница Харпер Ли, 89 лет[87].

### Март
- 29 марта — Нил Гилевич, белорусский поэт, литературовед, 84 года.
- 31 марта — венгерский писатель Имре Кертес, 86 лет.

### Апрель
- 1 апреля — американская писатель и философ Патрисия Хелен Томпсон (Елена Владимировна Маяковская), 89 лет.
- 3 апреля — шведский писатель и философ Ларс Густафссон, 79 лет.

### Июнь
- 6 июня — британский драматург и сценарист Питер Шеффер, 90 лет.
- 25 июня — канадский писатель-фантаст Морис Жорж Дантек, 57 лет
- 30 июня — английский поэт Джеффри Хилл, 84 года.

### Июль
- 2 июля — американский еврейский писатель Эли Визель, 87 лет.
- 14 июля — венгерский писатель Петер Эстерхази, 66 лет.
- 31 июля — советский и абхазский писатель Фазиль Искандер, 87 лет[88].

### Август
- 13 августа — бельгийская и французская писательница Франсуаза Малле-Жорис, 86 лет.
- 14 августа — немецкий писатель Герман Кант, 90 лет.
- 24 августа — французский писатель Мишель Бютор, 89 лет.

### Сентябрь
- 4 сентября — Новелла Матвеева, советская и российская поэтесса, прозаик, переводчица, литературовед, 81 год.
- 16 сентября — американский драматург Эдвард Олби, 88 лет.

### Октябрь
- 13 октября — итальянский драматург Дарио Фо, 90 лет.
- 15 октября — Теодор Лако, албанский писатель, сценарист, 80 лет.

### Ноябрь
- 2 ноября — Эгон Вольф, чилийский писатель, поэт, драматург, 90 лет.
- 7 ноября — канадский поэт и писатель Леонард Коэн, 82 года.
- 10 ноября — испанский драматург Франсиско Ньева, 91 год.
- 10 ноября — Андре Рюэллан, французский писатель-фантаст, 94 года.
- 11 ноября — австрийская писательница Ильзе Айхингер, 95 лет.

### Декабрь
- 4 декабря — бразильский писатель Феррейра Гуллар, 86 лет.
- 18 декабря — Томас Уорбертон, финский шведоязычный поэт, прозаик, драматург, историк литературы, 98 лет.
- 25 декабря — Ильяс Тапдыг, народный поэт Азербайджана, 82 года.

## Родились
- 4 июля — Белла Джей Дарк, жительница Великобритании, попавшая в Книгу рекордов Гиннесса как самая молодая писательница в мире, которая выпустила свою собственную книгу — «Потерянный кот».